# Ленино (Ядринский район)
Ле́нино (чув. Ленинкасси) — деревня в Ядринском районе Чувашской Республики. Входит в состав Ядринского сельского поселения.

## География
Находится в западной части Чувашии, на расстоянии приблизительно 22 км на восток-северо-восток по прямой от районного центра города Ядрин.

## История
Известна с 1926 года, когда здесь (тогда поселок) было учтено 14 дворов и 67 жителей. В 1939 году отмечено 107 жителей, в 1979 — 56. В 2002 году было 12 дворов, в 2010 — 10 домохозяйств. В 1931 году был образован колхоз «Новая жизнь», в 2010 действовало ООО «Новая жизнь».

## Население
Постоянное население составляло 21 человек (чуваши 100 %) в 2002 году, 19 в 2010.